# Александрийская экспедиция 1807 года
Александрийская экспедиция 1807 года или Экспедиция Фрейзера (англ.
Alexandria expedition of 1807; араб. حملة الإسكندرية 1807) — неудачная попытка английских войск под командованием генерала Маккензи-Фрейзера захватить египетский город Александрию во время Англо-турецкой войны 1807—1809 годов. 
Целью Великобритании было обеспечить базу для операций против Османской империи и наполеоновской Франции в Средиземном море. Это было частью более крупной английской стратегии против франко-османского союза, заключенного императором Наполеоном Бонапартом и султаном Селимом III.
После оккупации Александрии и Розетты британские войска (более 5 тысяч) были остановлены войсками Мухаммеда Али (более 7 тысяч) и разбиты в сражениях при Розетте и Аль-Хаммаде. 22 апреля 1807 года британцы были вынуждены отступить в Александрию, где были осаждены. 
15 сентября 1807 года экспедиционный корпус был вынужден заключить договор об эвакуации. Операция закончилась полным провалом, и британским войскам пришлось 25 сентября оставить египетскую землю и отплыть на Сицилию.